# 平成大堰
平成大堰（へいせいおおぜき）は、福岡県築上郡上毛町と大分県中津市に跨る、一級河川・山国川本川河口から約4キロメートル上流に建設された堰である。
当初は「中津大堰」と称する予定であったが、当時の建設省直轄堰のうち平成時代になって初めて竣工した堰であることから「平成大堰」と命名された。堰ではあるが特定多目的ダム法に基づいて建設が行われており、法的には国土交通大臣が一元的に管理を行う特定多目的ダムの扱いである。

## 目的
平成大堰が建設された場所には、従前「市場堰」が存在していた。市場堰はコンクリートの固定堰のため河道内で突出しており、洪水の流下の妨げとなっていたため、洪水時に川の水をより安全に疎通させる能力が低く、また、近年の北九州地区や大分県北部の発展に伴う水需要の増大に対応していくことが困難になっていた。このような状況を受け、山国川の水を安全に疎通させながら、増大する水利用に応えることを目的に可動堰として平成大堰は建設された。完成後は上流部の支流・山移川に建設された耶馬溪ダムと共に国土交通省九州地方整備局・山国川ダム堰統合管理事務所によって系統的な管理が行われている。
平成大堰の給水人口は、中津市約6万人、北九州市約40万人、京築地区約17万人であり、北九州市にとっては、耶馬溪ダムや油木ダム（今川）、ます淵ダム（紫川）、遠賀川河口堰（遠賀川）、力丸ダム（八木山川）などとともに、水がめの一つとして重要な役割を担っている。

### 水利権
- 上水道 - 中津市0.116m3/s、北九州市0.684m3/s、京築地区水道企業団0.116m3/s[1]
- 工業用水 - 三菱ウェルファーマ吉富工場0.15m3/s[1]
- 農業用水 - 吉富町土地改良区0.263m3/s[1]

## 沿革
- 1983年 - 実施計画調査
- 1985年 - 建設事業着手
- 1987年 - 第1期堰建設工事着手
- 1989年 - 第1期堰建設工事完成
- 1993年 - 平成大堰完成